# Biografielijst Cv

## Cvi

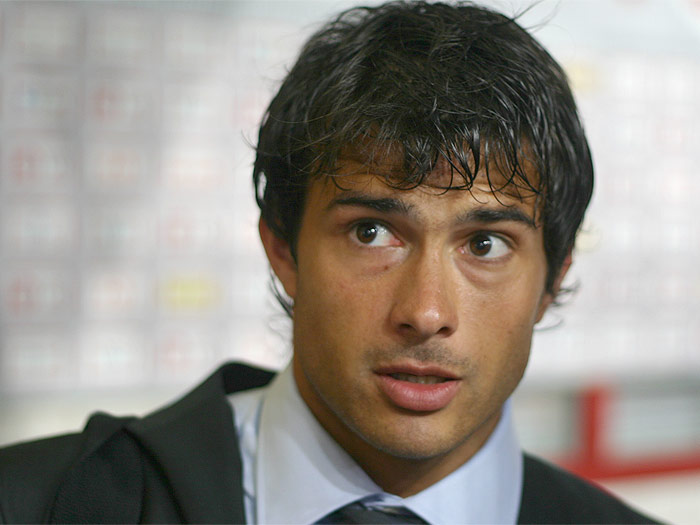
Darío Abel Cvitanich

- Darío Abel Cvitanich (1984), Argentijns-Kroatisch voetballer
- Igor Cvitanović (1970), Kroatisch voetballer en voetbalcoach
- Mario Cvitanović (1975), Kroatisch voetballer en voetbalcoach